# Асаевские Горки
Асаевские Горки — деревня в Калининском районе Тверской области. Входит в состав Красногорского сельского поселения.

## География
Находится в юго-восточной части Тверской области на расстоянии приблизительно 30 км на юго-запад по прямой от города Тверь.

## История
Отмечена была на карте 1853 года как Горка с 15 дворами. В 1859 году здесь было учтено 16 дворов. Ныне имеет дачный характер.

## Население
Численность населения: 154 человека (1859 год), 1 житель русской национальности в 2002 году, 0 в 2010.